# 皮亚韦河畔圣卢恰
皮亚韦河畔圣卢恰（義大利語：Santa Lucia di Piave），或纯音译为圣卢恰-迪皮亚韦，是意大利威尼托大区特雷维索省的一个市镇。总面积19平方公里，人口8912人，人口密度469.1人/平方公里（2009年）。国家统计（ISTAT）代码为026075。